# Torneo de las Cinco Naciones 1950
El Torneo de las Cinco Naciones de 1950 (Five Nations Championship 1950) fue la 56° edición del principal Torneo de rugby del Hemisferio Norte.
El campeón del torneo fue Gales.

## Clasificación
| Lugar | Selección  | Partidos | Partidos | Partidos  | Partidos | Puntos  | Puntos    | Puntos | Tabla de puntos |
| Lugar | Selección  | Jugados  | Ganados  | Empatados | Perdidos | A favor | En contra | dif.   | Tabla de puntos |
| ----- | ---------- | -------- | -------- | --------- | -------- | ------- | --------- | ------ | --------------- |
| 1     | Gales      | 4        | 4        | 0         | 0        | 50      | 8         | +42    | 8               |
| 2     | Escocia    | 4        | 2        | 0         | 2        | 21      | 49        | -28    | 4               |
| 3     | Irlanda    | 4        | 1        | 1         | 2        | 27      | 12        | +15    | 3               |
| 4     | Francia    | 4        | 1        | 1         | 2        | 14      | 35        | -19    | 3               |
| 5     | Inglaterra | 4        | 1        | 0         | 3        | 22      | 30        | -8     | 2               |

## Resultados
| 14 de enero | Escocia | 8 - 5 | Francia | Edimburgo, |  |

| 21 de enero | Inglaterra | 5 - 11 | Gales | Londres, |  |

| 28 de enero | Francia | 3 - 3 | Irlanda | París, |  |

| 4 de febrero | Gales | 12 - 0 | Escocia | Cardiff, |  |

| 11 de febrero | Inglaterra | 3 - 0 | Irlanda | Londres, |  |

| 25 de febrero | Francia | 6 - 3 | Inglaterra | París, |  |

| 25 de febrero | Irlanda | 21 - 0 | Escocia | Dublín, |  |

| 11 de marzo | Irlanda | 3 - 6 | Gales | Belfast, |  |

| 18 de marzo | Escocia | 13 - 11 | Inglaterra | Edimburgo, |  |

| 25 de marzo | Gales | 21 - 0 | Francia | Cardiff, |  |

## Premios especiales
- Grand Slam:  Gales
- Triple Corona:  Gales
- Copa Calcuta:  Escocia